# Skogskärr
Skogskärr är kärr med ett trädskikt av gran eller lövträd (mestadels glasbjörk eller klibbal). Som term används ordet främst i den finländska myrtypsklassificering som utvecklades av A.K. Cajander och motsvarar där det som på finska kallas för korpi, en av de fyra huvudtyperna. Man kan också säga gran- och lövkärr.  I Sverige kallas dessa naturtyper i allmänhet för sumpskogar.

## Indelning
Skogskärren indelas i grankärr och lövkärr. Dessa indelas i sin tur i bland annat följande undertyper (med finska namn inom parentes), som i stort sett följer Vegetationstyper i Norden:
- mo-grankärr (kangaskorpi) [1]
- örtrikt mo-grankärr (ruohokangaskorpi) [1]
- blåbärs-grankärr (mustikkakorpi) [1]
- skogsfräken-grankärr (metsäkortekorpi) [1]
- hjortron-grankärr (muurainkorpi) [1]
- örtrikt skogskärr, örtrikt gran- och lövkärr, örtrikt grankärr (ruohokorpi) [1]
- ormbunkskärr (saniaiskorpi) [1]
- lundkärr, lundartat grankärr (lehtokorpi) [1]

## Övriga huvudtyper
De andra tre huvudtyperna i Cajanders myrklassificering är:
- fattigmyr (neva)
- rikkärr (letto)
- tallmyr  (räme)